# Unser Leben ist ein Schatten
Unser Leben ist ein Schatten ist eine doppelchörige Motette, die Johann Bach zugeschrieben wird.

## Geschichte
Die Motette ist im sogenannten „altbachischen Archiv“ überliefert, einer Notensammlung von Kompositionen der Musikerfamilie Bach aus den Generationen vor Johann Sebastian Bach. In seinem Verzeichnis des Archivs schrieb Carl Philipp Emanuel Bach die Autorschaft Johann Bach (1604–1673) zu, dem ältesten als Komponist beglaubigten Familienmitglied. Diese Zuschreibung ist allerdings nicht gesichert. 1821 erschien die Motette bei Friedrich Hofmeister als Werk von Johann Michael Bach (1648–1694); auch diese Zuschreibung wird von der Bachforschung für möglich gehalten.
Die Entstehungszeit des Werkes ist nicht bekannt. Sollte Johann Bach der Komponist sein, dürfte es wohl nicht vor 1636 entstanden sein, da er damals sein Organistenamt in Erfurt antrat, das auch die Verpflichtung umfasste, eigene Werke zu komponieren. Die Verwendung einer 1659 gedruckten Liedstrophe von Johann Flittner grenzt den Entstehungszeitraum weiter ein.
Die Notenhandschriften des altbachischen Archivs wurden aus dem Nachlass Carl Philipp Emanuel Bachs für das Archiv der Sing-Akademie zu Berlin erworben. Die Sammlung wurde 1935 von Max Schneider in der Reihe Das Erbe deutscher Musik herausgegeben. In den Wirren der Nachkriegszeit galt das Archiv als verschollen. 1999 wurden die Bibliotheksbestände im Staatsarchiv in Kiew, Ukraine, wiederentdeckt und 2001 der Sing-Akademie zu Berlin zurückgegeben. Die Noten befinden sich heute in der Staatsbibliothek zu Berlin.

## Werkbeschreibung
Das Werk ist doppelchörig angelegt: Der sechsstimmige Hauptchor (SSATTB) singt im Wechsel mit dem dreistimmigen Chorus latens (Fernchor, ATB). In manchen Notenausgaben, Aufführungen und Einspielungen ist gemäß der zeitgenössischen Aufführungspraxis eine Basso-continuo-Stimme ergänzt.
Barocke Tonmalerei erscheint am Werkbeginn, wo der „Schatten“ in rasch aufsteigenden fünfstufigen Tonleitern zu den schweren Akkorden von „Leben“ und „Erden“ kontrastiert.

## Text
Unser Leben ist ein Schatten auf Erden

  Hi 8,9  (oder 1 Chr 29,15 )

Choral

Ich weiß wohl, daß unser Leben

oft nur als ein Nebel ist,

denn wir hier zu jeder Frist

mit dem Tode seind umgeben,

drum ob’s heute nicht geschicht

meinen Jesum laß ich nicht!

Sterb ich bald, so komm ich abe

von der Welt Beschwerlichkeit,

ruhe bis zur vollen Freud,

und weiß, daß im finstern Grabe

Jesus ist mein helles Licht,

meinen Jesum laß ich nicht!

  Johann Flittner

Ich bin die Auferstehung und das Leben,

wer an mich gläubet, der wird leben,

ob er gleich stürbe,

und wer da lebet und gläubet an mich,

der wird nimmermehr sterben.

  Joh 11,25–26 

Choral

Weil du vom Tod erstanden bist,

werd’ ich im Grab nicht bleiben,

mein höchster Trost dein’ Auffahrt ist,

Todsfurcht kann sie vertreiben,

denn wo du bist, da komm ich hin,

daß ich stets bei dir leb’ und bin,

drum fahr ich hin mit Freuden.

  Nikolaus Herman

Choral

Ach, wie flüchtig, ach wie nichtig

ist der Menschen Leben!

Wie ein Nebel bald entstehet

und auch wieder bald vergehet,

so ist unser Leben, sehet!

Ach wie nichtig, ach wie flüchtig

sind der Menschen Sachen!

Alles, alles was wir sehen,

das muß fallen und vergehen,

wer Gott fürcht’, bleibt ewig stehen.

  Michael Franck

Choral

Ach Herr, lehr uns bedenken wohl,

daß wir sind sterblich allzumal!

Auch wir allhier keins Bleibens han,

müssen alle davon,

gelehrt, reich, jung, alt oder schön,

müssen alle davon.

  Johann Leon